# Berdiansk (P175)
Le Berdiansk (P175) (ukrainien : «Бердянськ») est une canonnière de classe Gyurza-M (ou Project 58155 GYurza-M) mis en service en 2016 dans la marine ukrainienne.

## Historique
La pose de la quille du bâtiment a eu lieu en 2012 à l'usine de Kuznya na Rybalskomu. Il a été lancé en 2015. Le 3 juillet 2016, à l'occasion de la Journée de la Marine à Odessa, le Berdiansk avec son sistership Akkerman  ont été mis en service. Le navire a été nommé "Berdiansk" en l'honneur du major de la 10e brigade d'aviation navale de la marine S. Karachevsky , qui a été tué par l'occupant russe lors de l'annexion de la Crimée par la Russie en 2014.
En novembre 2018, avec son équipage, il a été capturé avec le Nikopol et Kammenchuk par la marine russe dans le détroit de Kertch lors d'une campagne d'Odessa à Marioupol. Il a été capturé par un navire de patrouille frontalier du FSB. Les deux navires ont été rendus en novembre 2019.

## Galerie

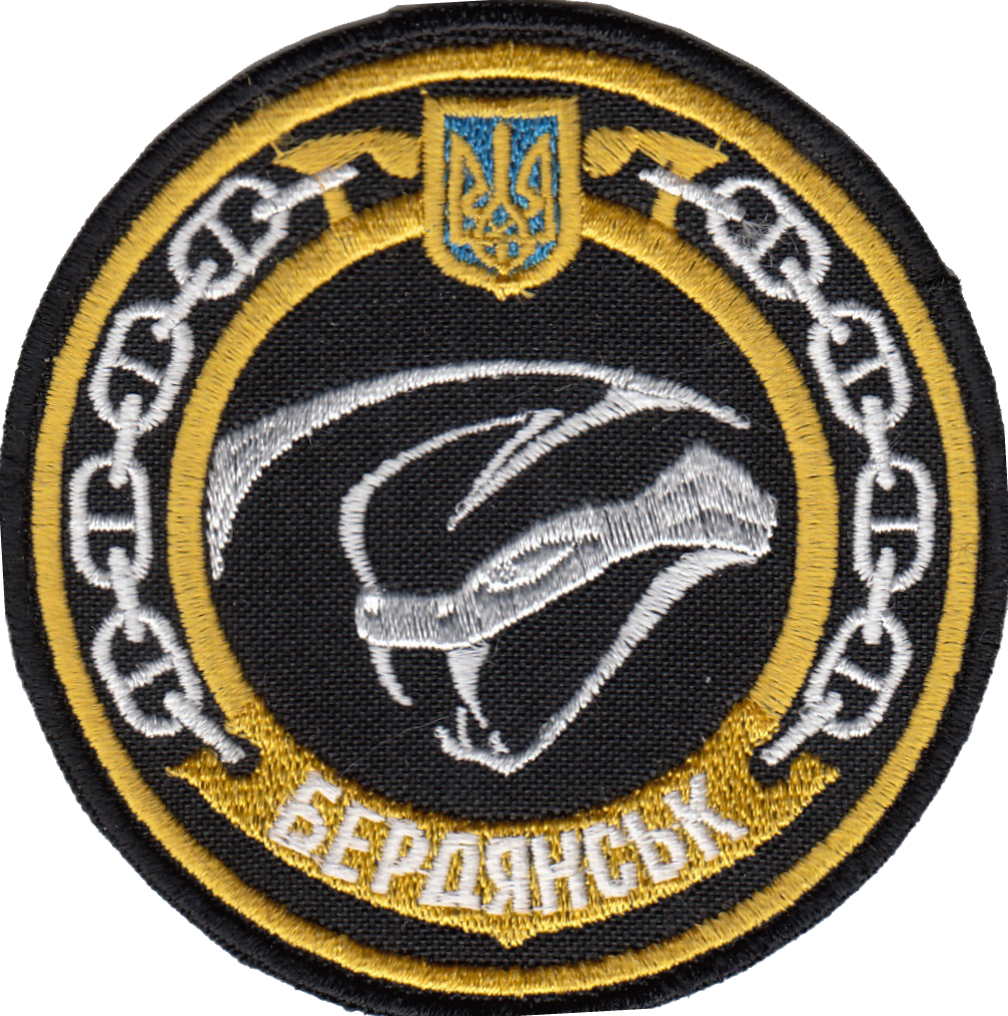
Insigne de Berdiansk
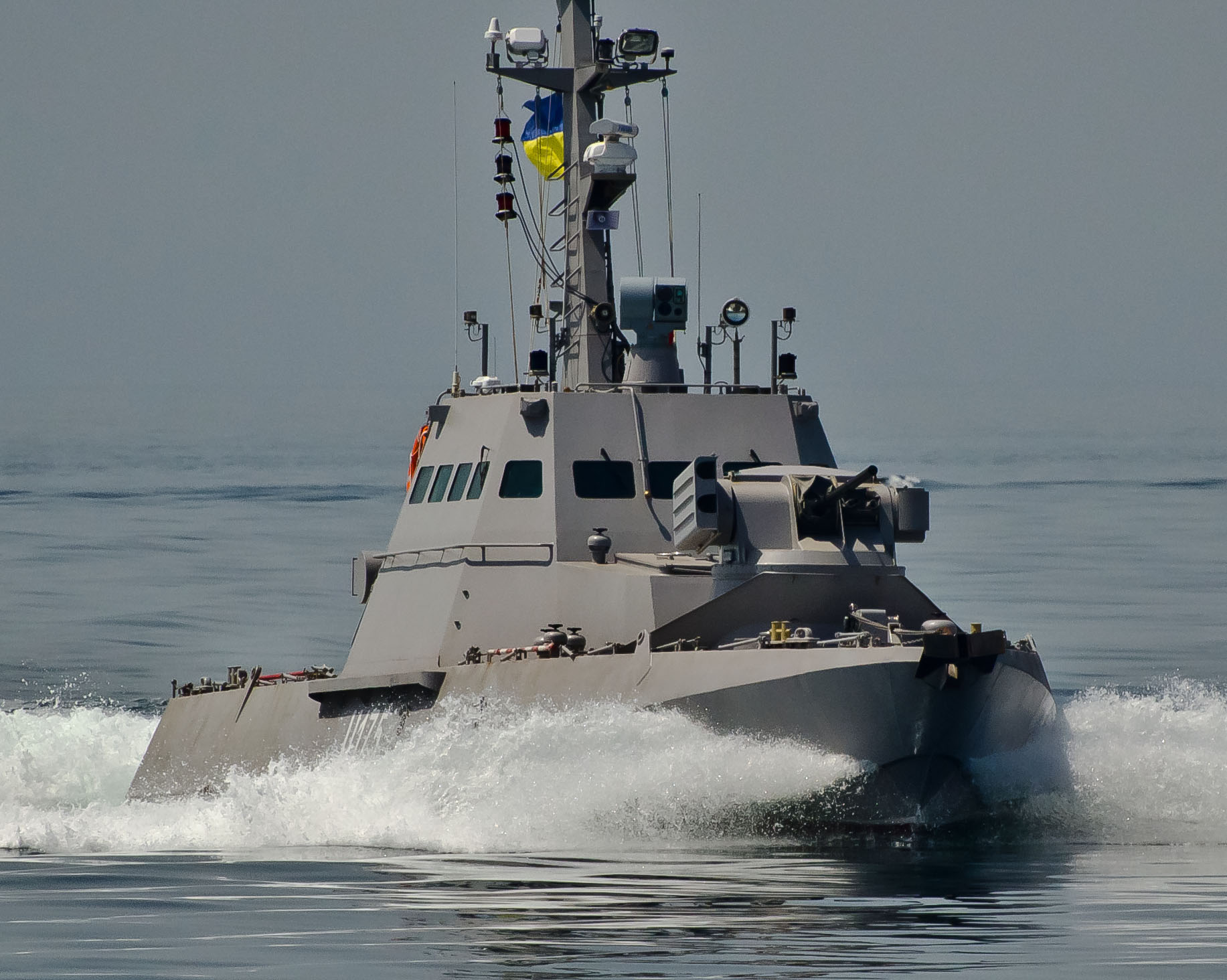
P175- Berdiansk
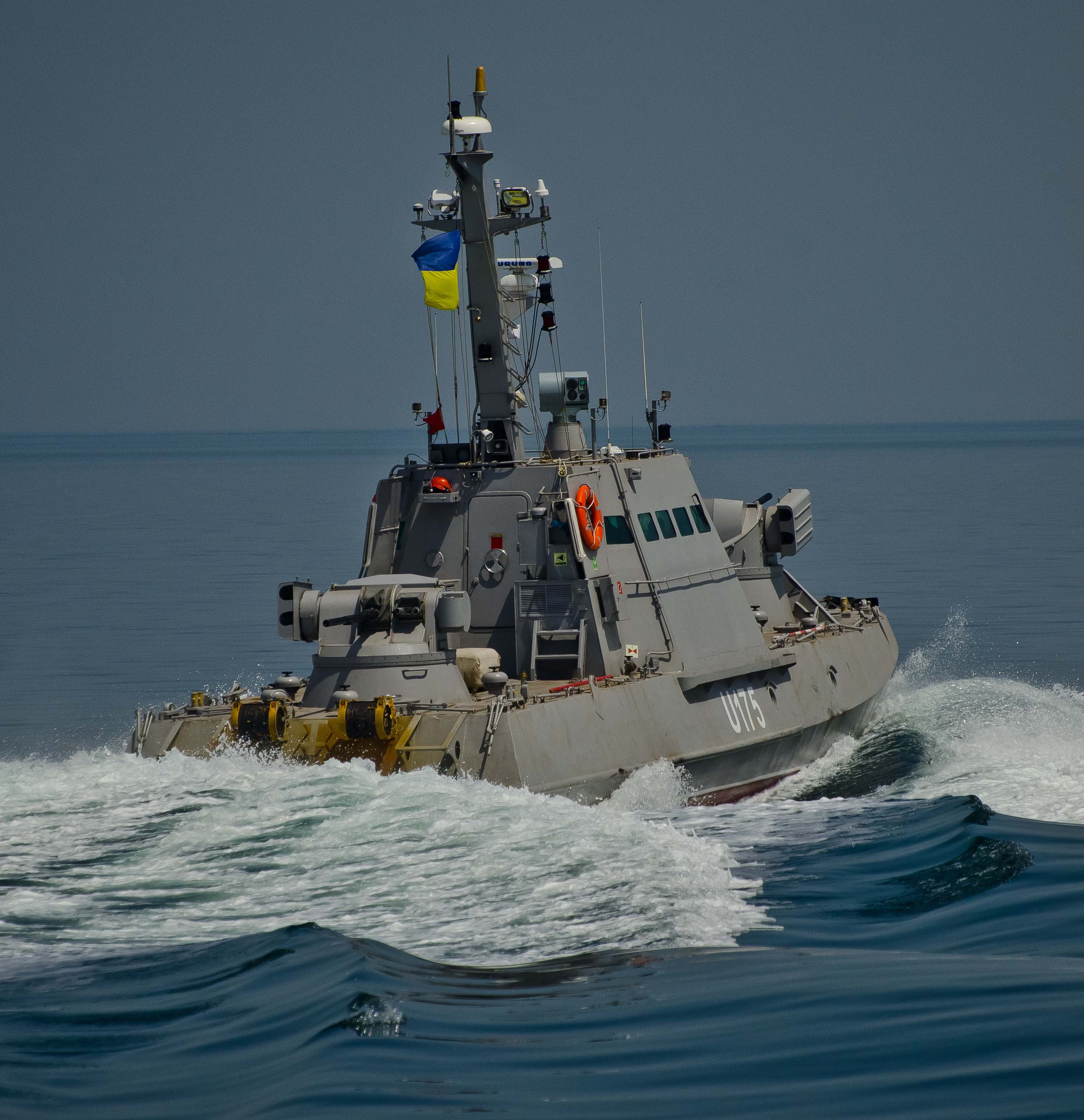
P175-Berdiansk